# عمر دخوش
عمر دخوش (1952 - 6 يناير 2022م)، هو فنان مغني وممثل مغربي وأحد مؤسسي فرقة «التكادة» الموسيقية بداية الثمانينات من القرن العشرين. ويعتبر عمر دخوش أحد الفنانين البارزين الذي بصموا على مسار الأغنية الشعبية المغربية التي تؤديها مجموعات تنهل من الثرات المغربي، خاصة خلال سنوات سبعينيات وثمانينيات القرن العشرين. ولديه تجارب عديدة على المستوى الفني، في الكتابة والتلحين والغناء والعزف، والتمثيل المسرحي.

## وفاته
توفي صباح يوم الخميس 6 يناير 2022 بمستشفى محمد السادس ببوسكورة عن عمر ناهر 70 سنة بعد معاناة طويلة مع المرض، عانى طويلا من المرض إذ كان تحت التنفس الاصطناعي قبل وفاته. وشيعت جنازته بعد صلاة العصر بندينة الدار البيضاء

## من أعماله

### موسيقى
- يعلم الله آش كاين (أغنية).

### المسرح
- المسرحية الشهيرة مثل «حجر وطوب».
- ومسرحية «الدربالة».
- مسرحية «الدعدوع».
- مسرحية «نوفيسة».